# Segona batalla de Fort Sumter
|  | Per a altres significats, vegeu «Batalla de Fort Sumter». |

La Segona batalla de Fort Sumter es va lliurar entre el 17 i el 23 d'agost 1863 entre les tropes dels Estats Units d'Amèrica i les dels Estats Confederats d'Amèrica. La batalla s'emmarca dins dels atacs realitzats pels unionistes sobre les defenses de Charleston, en Carolina del Sud, el principal port confederat. La Unió va intentar així reconquerir Fort Sumter, que havia perdut en la Primera batalla de Fort Sumter a 1861 i que va donar inici a la Guerra civil dels Estats Units. Després de bombardejar severament el fort, l'intent d'assalt unionista va ser rebutjat pels confederats, i la Unió va passar a atacar Fort Wagner a l'illa de Morris.